# Iwan Pawłowski (minister)
Iwan Grigorjewicz Pawłowski (ros. Ива́н Григо́рьевич Павло́вский, ur. 5 lipca 1922 we wsi Łatyhal w guberni witebskiej, zm. 22 lipca 2007 w Moskwie) – radziecki polityk, minister komunikacji ZSRR (1977-1982), Bohater Pracy Socjalistycznej (1971).
Białorusin, w 1941 ukończył technikum transportu kolejowego w Orszy, zastępca szefa i szef stanicy, 1950 ukończył Leningradzki Instytut Inżynierów Transportu Kolejowego, od 1961 I zastępca szefa, a od 1967 szef Kolei Nadwołżańskiej. Od 1972 zastępca ministra i szef Głównego Zarządu Ruchu, a od 14 stycznia 1977 do 29 listopada 1982 minister komunikacji ZSRR. 1982-1984 I zastępca stałego przedstawiciela ZSRR w RWPG, od kwietnia 1984 na emeryturze.

## Odznaczenia
- Medal Sierp i Młot Bohatera Pracy Socjalistycznej (4 maja 1971)
- Order Lenina (4 maja 1971)
- Order Rewolucji Październikowej (2 lipca 1982)
- Order Czerwonego Sztandaru Pracy (dwukrotnie - 1 sierpnia 1958 i 4 sierpnia 1966)
- Medal „Za pracowniczą wybitność” (31 lipca 1954)

I medale.